# 吉齐奥河畔佩托拉诺
吉齐奥河畔佩托拉诺（義大利語：Pettorano sul Gizio），是意大利阿奎拉省的一个市镇。总面积62.44平方公里，人口1362人，人口密度21.8人/平方公里（2009年）。ISTAT代码为066071。